# هنري بيرونت بريجز
هنري بيرونت بريجز (بالإنجليزية: Henry Perronet Briggs)‏‏ (1793 في لندن - 18 يناير 1844 في لندن"Ontdek schilder Henry Perronet Briggs". مؤرشف من الأصل في 2019-12-15. اطلع عليه بتاريخ 2016-10-15.) رسام من مملكة بريطانيا العظمى.